# Bão hòa ngữ nghĩa
Bão hòa ngữ nghĩa là một hiện tượng tâm lý xảy ra khi việc lặp đi lặp lại một từ hoặc cụm từ khiến chúng tạm thời trở nên mất đi ý nghĩa đối với người nghe, họ sẽ chỉ cảm thấy như đang tiếp nhận những âm thanh vô nghĩa được lặp lại. Thay vì nói ra liên tục, việc điều tra mở rộng hay phân tích (nhìn vào một từ hoặc cụm từ trong một khoảng thời gian lâu) cũng gây nên hiện tượng tương tự.